# Södra Möre härad
Södra Möre var ett härad i Småland och Kalmar län i smålandet Möre. Häradet utgör numera delar av Kalmar kommun, Nybro kommun, Torsås kommun och Emmaboda kommun. Häradets areal var 1 758,75 kvadratkilometer varav 1 721,58 land. Tingsplats var till 1966 Vassmolösa och från 1935 till 1966 även Nybro. Från augusti 1966 Kalmar.

## Vapnet
Södra Möre härads vapen är  ett svart armborst.  Det återfinns tidigast i ett häradssigill från 1568. Det ingår idag som en del av Emmaboda och Nybro kommuners vapen och i f.d. Madesjö landskommuns vapen. Det utgjorde, fram till att denna upphörde som självständig tingsrätt, Södra Möre domsagas vapen.

## Namnet
Ortnamnet skrevs omkring år 900 Meore och 1177 in Møre. Det innehåller en avledning av det dialektala och fortfarande levande mör som betyder "myr", "mosse" eller "kärr".

## Socknar
Häradet omfattade 16 socknar:
I Torsås kommun
- Gullabo
- Söderåkra
- Torsås

I Emmaboda kommun
- Vissefjärda

samt Emmaboda köping från 1930, utbruten ur Vissefjärda socken
I Kalmar kommun
- Arby
- Hagby
- Halltorp
- Hossmo
- Karlslunda
- Ljungby
- Mortorp
- Voxtorp

I Nybro kommun
- Madesjö
- Oskar
- Sankt Sigfrid
- Örsjö

samt Nybro köping från 1879, utbruten ur Madesjö socken och  1932 ombildad till Nybro stad dock utan egen jurisdiktion

## Geografi
Häradet var beläget i sydöstra Småland, vid Kalmar sund söder om Kalmar. Invid kusten finns odlingsbygd, medan det inre av trakten består av skog rik på våtmarker.
I Söderåkra socken finns den medeltida borgruinen Påbonäs. Senare sätesgårdar var Christinelunds herrgård (Arby socken), Värnanäs säteri (Halltorp), Kölby säteri (Ljungby), Krankelösaholms herrgård (Ljungby), Fredriksströms bruk (tidigare Skäryds herrgård, Ljungby), Kvigerums herrgård (Ljungby), Hossmo säteri (Hossmo), Stora Binga herrgård (Hossmo), Lilla Binga herrgård (Hossmo) och Flerohopps bruk (Madesjö).

## Län, fögderier, tingslag, domsagor och tingsrätter

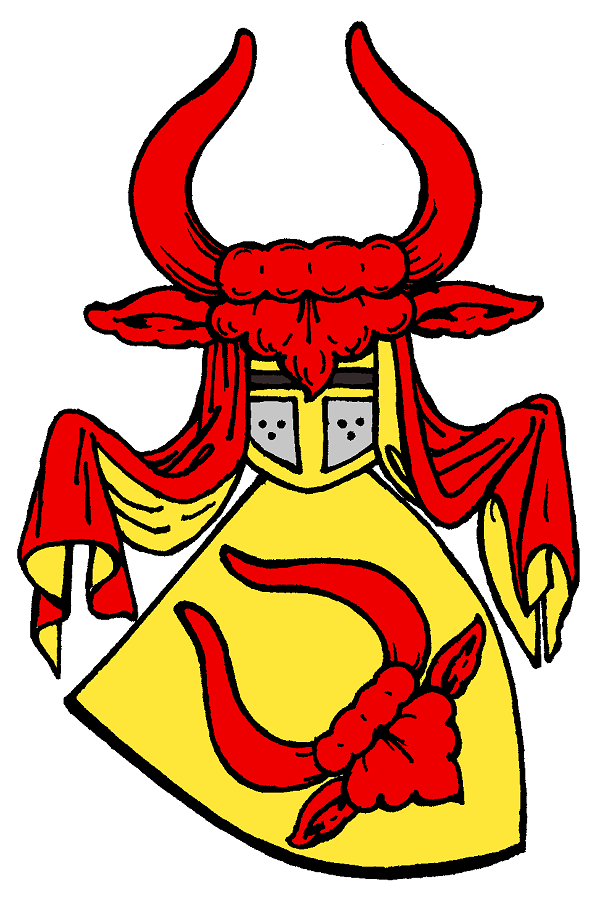
Ätten Oxenstiernas vapen

Stora delar av häradet ingick i Södermöre grevskap som 1645 gavs till rikskanslern Axel Oxenstierna. Efter Axel Oxenstiernas död gick grevskapet i arv till dennes barn och barnbarn för att slutligen dras in genom 1680 års reduktion.
Häradet hörde till Kalmar län. Församlingarna tillhör(de) från 1604 till 1915 till Kalmar stift, innan dess till Linköpings stift och därefter till Växjö stift.
Häradets socknar hörde till följande fögderier:
- 1720-1945 Södra Möre fögderi
- 1946-1966 Kalmar södra fögderi
- 1967-1990 Kalmar fögderi

Häradets socknar tillhörde följande tingslag, domsagor och tingsrätter:
- 1680-1968 Södra Möre tingslag i
  - 1680-1771 Södra Möre, Norra Möre, Stranda och Handbörds domsaga
  - 1772-1968 Södra Möre domsaga, dock bara till 1952 för Hossmo socken
- 1969-1970 Möre och Ölands domsagas tingslag i Möre och Ölands domsaga

- 1971-1981 Möre och Ölands tingsrätt och dess domsaga för de socknar som ej ingick i Kalmar kommun
- 1971- Kalmar tingsrätt och dess domsaga från 1982 för hela området före 1982 för de socknar som ingick i Kalmar kommun

## Häradshövdingar
| Ämbetstid | Namn                 | Levnadstid |
| --------- | -------------------- | ---------- |
| 1391      | Peter Bagge          |            |
| 1422      | Truls Bagge          |            |
| 1449–1455 | Nils Bagge           |            |
| 1537–1540 | Olof Törne           |            |
|           | Sten Bengtsson (Ulv) |            |
| 1559-     | Sigvard Kruse        |            |